# Physiological Entomology
Physiological Entomology — британский научный журнал, орган Королевского энтомологического общества Лондона, посвящённый проблемам физиологии насекомых и некоторым другим вопросам энтомологии. Основан в 1976 году.

## История
Журнал основан в 1976 году как орган Королевского энтомологического общества Лондона. Индекс цитирования журнала (Импакт-фактор): 1.358 (ISI Journal Citation Reports Ranking: 2009 — 25/74 в категории Entomology).
По уровню цитирования (Импакт-фактор, Science Citation Index) за 28 лет (1981—2008) входит в десятку самых значимых журналов в мире в категории энтомология.
- 1976 — Physiological Entomology (Volume 1).

## Тематика
В рецензируемых журнальных статьях публикуются результаты научных исследований в энтомологии, в том числе:
- экспериментальный анализ поведения насекомых,
- поведенческая физиология и биохимия,
- нейробиология и сенсорная физиология,
- эндокринология,
- общая физиология,
- циркадные ритмы и фотопериодизм,
- химическая экология.

## ISSN
- ISSN 1365-3032